# Jan Jarota
Jan Jarota (ur. 9 grudnia 1953 w Łomży) – polski polityk, lekarz weterynarii, poseł na Sejm RP V kadencji w latach 2005–2007.

## Życiorys
Z zawodu lekarz weterynarii oraz nauczyciel. W 1978 ukończył studia weterynaryjne na Akademii Rolniczo-Technicznej w Olsztynie. W 1996 uzyskał magisterium z teologii na Akademii Teologii Katolickiej w Warszawie. Pracował jako katecheta w Zespole Szkół Weterynaryjnych i Ogólnokształcących nr 7 im. Ludwika Henryka Bojanusa w Łomży.
Od 1990 pełnił funkcję prezesa okręgu łomżyńskiego Stronnictwa Narodowego. Z listy tej partii bez powodzenia kandydował do Sejmu w wyborach parlamentarnych w 1991 (otrzymał 726 głosów). W latach 1994–1998 i 2002–2005 był radnym miasta Łomży. W kadencji 1994–1998 pełnił funkcję przewodniczącego Komisji Porządkowej, w kadencji 2002–2005 był przewodniczącym rady miasta. W wyborach samorządowych w 1998 bez powodzenia ubiegał się o mandat radnego sejmiku podlaskiego z listy komitetu Rodzina Polska. Bezskutecznie kandydował do Sejmu z listy Bloku dla Polski w wyborach parlamentarnych w 1997. W 2001 związał się z Ligą Polskich Rodzin, zasiadał we władzach krajowych tej partii. W 2002 bezskutecznie ubiegał się z ramienia tej partii o urząd prezydenta Łomży (otrzymał 8,47% głosów). Również bez powodzenia kandydował z listy LPR w wyborach do Parlamentu Europejskiego w 2004 (otrzymał 4112 głosów).
W wyborach parlamentarnych w 2005 uzyskał mandat poselski z listy LPR, kandydując w okręgu podlaskim i otrzymując 3763 głosy. Zasiadał w Komisji Administracji i Spraw Wewnętrznych, Komisji Skarbu Państwa, Podkomisji nadzwyczajnej do rozpatrzenia rządowego projektu ustawy o zmianie ustawy o komercjalizacji i prywatyzacji oraz ustawy o zasadach wykonywania uprawnień przysługujących Skarbowi Państwa, Komisji Rolnictwa i Rozwoju Wsi. W wyborach parlamentarnych w 2007 bez powodzenia ubiegał się o reelekcję. Od 2008 należał do Naprzód Polsko (wyrejestrowanego w 2010), był pełnomocnikiem okręgowym tej partii.
W wyborach samorządowych w 2010 bez powodzenia ubiegał się o mandat w radzie miasta Łomży z listy Prawicowego Porozumienia Samorządowo-Ludowego „Wspólnota Samorządowa”. Mandat radnego objął w grudniu 2012, zastępując na tym stanowisku Janusza Nowakowskiego. W 2013 został wiceprzewodniczącym okręgu podlaskiego Ligi Narodowej. W 2014 przeszedł do Polski Razem Jarosława Gowina, został pełnomocnikiem tego ugrupowania w Łomży. W tym samym roku nie uzyskał reelekcji w wyborach miejskich. W 2018 ponownie startował na radnego z ramienia lokalnego komitetu.